# Lost in Blue 2
Lost in Blue 2 es un juego de supervivencia desarrollado por Software Matricial y publicado por Konami para Nintendo DS. Es la secuela de Lost in Blue.

## Historia
Los protagonistas son Jack y Amy, dos jóvenes adolescentes que han naufragado en una isla desierta. El jugador puede escoger ser Jack, el personaje masculino, o Amy, el personaje femenino. El jugador asume la mayor parte de las responsabilidades del campamento, pero puede pedir favores a su compañero, como cocinar, fabricar cuerdas con lianas o recoger leña. Cada personaje tiene habilidades especiales, por ejemplo, Jack es capaz de escalar el doble de altura que su compañera, es mejor cocinando y es un luchador más fuerte. Por otro lado, Amy es mejor nadadora, puede encontrar comida con más facilidad y tiene más puntería con las armas a distancia cuando caza animales.

## Modo de Juego
Todo el juego puede jugarse con la pantalla táctil, o una combinación de botones y la pantalla táctil. La pantalla inferior muestra una vista isométrica de la zona mientras el jugador mueve a su personaje por el entorno. También se utiliza en los minijuegos para cocinar, cazar, fabricar muebles, pescar, sacudir árboles y cavar en la tierra, entre otras tareas.
La pantalla superior tiene tres modos de visualización. El modo uno muestra la salud general de ambos personajes. Esto se muestra mediante un total de cuatro indicadores. Tres de ellos muestran la resistencia, el hambre y la sed. Cuando uno o más de esos tres alcanza el 0%, el medidor de salud comienza a agotarse, lo que provocará la muerte de ese personaje al llegar al 0%. El modo dos muestra el mapa de la ubicación actual del personaje e incluye las ubicaciones de ambos personajes. El modo tres es una imagen de la isla cubierta de niebla, y cuanto más se explora la isla, más desaparece la niebla hasta que se revela toda la isla.

## Argumento
Al inicio del juego, se reproduce una breve escena que muestra al personaje del jugador en un barco que se está hundiendo. Después de la escena, el personaje (Amy o Jack, dependiendo de quién elija el jugador al principio del juego) se despierta en la playa (en esta parte del juego, los personajes de la pantalla se mueven y hablan sin que el jugador los controle, pero se ilustra igual que el juego real. Estas "autoescenas" se producen cada vez que se llega a un punto de inflexión importante en el juego). El personaje dice que debe buscar supervivientes. En este punto, el juego comienza y el jugador es libre de vagar por la playa. En un momento dado, se acercará al personaje compañero, y una escena automática los presentará a los dos.
Sus primeros objetivos serán encontrar comida, refugio y agua. Una vez que encuentren refugio en una cueva cercana, los siguientes días se dedicarán a reunir suficiente comida, agua y leña para sobrevivir a las labores de cada día. Tras varios días de juego, el personaje podrá empezar a explorar sus alrededores y encontrar las diferentes zonas de la isla. A lo largo del viaje, el personaje pescará, cazará, construirá muebles, construirá una casa-árbol, desarrollará diferentes herramientas, explorará innumerables métodos de cocina y recogerá objetos de la playa, la selva, el bosque y las praderas. También deben luchar o evitar enemigos como lobos, serpientes, arañas, tigres, cocodrilos y gorilas. El objetivo final es, por supuesto, ser rescatado de la isla.
El juego ofrece varios finales diferentes, que dependen de las acciones que realice el personaje durante la partida. Si el medidor de salud del personaje llega a cero, morirá y el juego terminará. Sin embargo, hay varias formas de ser rescatado, y hay un límite de 365 días en el juego. Si los personajes consiguen llegar a los 365 días, el juego termina automáticamente y siguen en la isla, pero ganan y sobreviven.

## Recepción
El juego recibió "críticas" medias según Metacritic.